# Kanton Champagnac-de-Belair

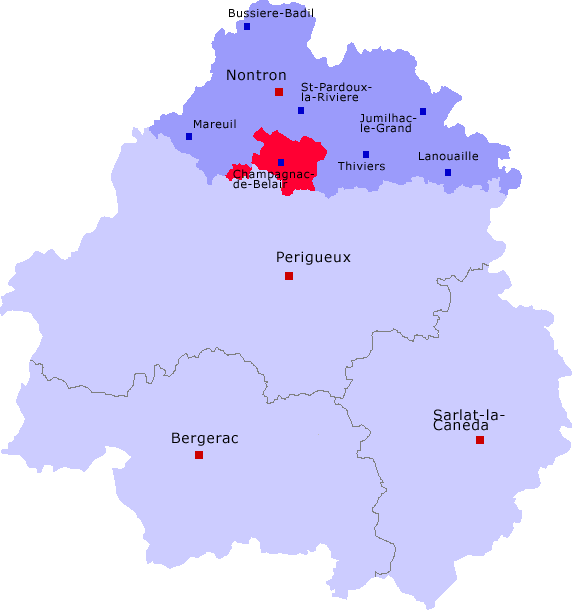
Lage des Kantons Champagnac-de-Belair im Arrondissement Nontron und im Département Dordogne

Der Kanton Champagnac-de-Belair war von 1790 bis 2015 ein französischer Wahlkreis im Arrondissement Nontron, im Département Dordogne und in der Region Aquitanien. Sein Hauptort war Champagnac-de-Belair, Vertreter im Generalrat des Départements war zuletzt von 2001 bis 2015 der der DVD angehörende Christian Mazière. 
Der Kanton war 133,13 km² groß und hatte 3108 Einwohner (Stand: 2008). 

## Geschichte
Während der Französischen Revolution wurde der Kanton am 4. März 1790 im Zuge der Einrichtung der Départements als Teil des damaligen "Distrikts Nontron" gegründet. Mit der Gründung der Arrondissements am 17. Februar 1800 wurde der Kanton als Teil des damaligen Arrondissements Nontron neu zugeschnitten.
Siehe auch Geschichte Dordogne und Geschichte Arrondissement Nontron.

## Gemeinden
| Gemeinde               | Einwohner | Fläche (km²) | Bevölkerungsdichte Einwohner/km² | Code Insee | Postleitzahl |
| ---------------------- | --------- | ------------ | -------------------------------- | ---------- | ------------ |
| Cantillac              | 184       | 8,12         | 22,7                             | 24079      | 24530        |
| Champagnac-de-Belair   | 712       | 18,46        | 38,6                             | 24096      | 24530        |
| La Chapelle-Faucher    | 381       | 18,40        | 20,7                             | 24107      | 24530        |
| La Chapelle-Montmoreau | 75        | 8,09         | 9,3                              | 24111      | 24300        |
| Condat-sur-Trincou     | 500       | 16,54        | 30,2                             | 24129      | 24530        |
| La Gonterie-Boulouneix | 236       | 11,79        | 20,0                             | 24198      | 24310        |
| Quinsac                | 383       | 17,37        | 22,0                             | 24346      | 24530        |
| Saint-Pancrace         | 158       | 6,69         | 23,6                             | 24474      | 24530        |
| Villars                | 479       | 27,67        | 17,3                             | 24582      | 24530        |

## Bevölkerungsentwicklung
| 1962 | 1968 | 1975 | 1982 | 1990 | 1999 | 2006 | 2008 |
| ---- | ---- | ---- | ---- | ---- | ---- | ---- | ---- |
| 3299 | 3200 | 3095 | 3044 | 2983 | 3050 | 3115 | 3108 |